# Eugenia paracatuana
Eugenia paracatuana är en myrtenväxtart som beskrevs av Otto Karl Berg. Eugenia paracatuana ingår i släktet Eugenia och familjen myrtenväxter. Inga underarter finns listade i Catalogue of Life.